# Curaçaose Rooms Katholieke Sport Vereniging Jong Holland
Il Curaçaose Rooms Katholieke Sport Vereniging Jong Holland o più brevemente CRKSV Jong Holland è una società calcistica di Curaçao con sede nella città di Willemstad che milita nella Curaçao League, la prima serie di Curaçao.

## Storia
Ha vinto tredici volte la massima serie (1925-26; 1928; 1932; 1935; 1937; 1940; 1943; 1948; 1952; 1959; 1976-77; 1980-81; 1998-99) ed è la seconda squadra più vincente del paese dopo il SUBT. Nonostante il successo in patria il club non è mai riuscito a qualificarsi per la fase finale della CONCACAF Champions League, fermandosi sempre ai preliminari.

## Strutture

### Stadio
La squadra gioca nello stadio Ergilio Hato.

## Palmarès

### Competizioni nazionali
- Curaçao League: 16

1926, 1928, 1932, 1936, 1938, 1940, 1944, 1950, 1952, 1960, 1978, 1981, 1999, 2018, 2021, 2022